# My Thang
«My Thang» es una canción interpretada por el músico estadounidense James Brown. Fue publicada en mayo de 1974 como el sencillo principal de su trigésimo octavo álbum de estudio, Hell.

## Grabación
La canción fue grabada el 27 de noviembre de 1973 en los estudios A&R, en Nueva York. Las grabaciones adicionales tuvieron lugar entre marzo y abril de 1974 en los estudios Sound Ideas. Los músicos de sesión incluían el baterista Jimmy Madison, el bajista Gordon Edwards, los guitarristas Joe Beck y Sam Brown, los saxofonistas tenores Joe Farrell y Frank Vicari, la percusionista Sue Evans,  el trombonista Michael Gipson y el saxofonista alto David Sanborn. El ex habitual de Brown, Alfred Ellis, volvió a tocar el saxofón barítono.

## Recepción de la crítica
Un escritor no especificado de la revista Cash Box declaró: “Como es habitual, la increíble dosis de funk y soul es más que abundante por lo que todo fan de James Brown quedará satisfecho”.

## Lista de canciones
- 7-inch single – Polydor PD 14244[5]

1. «My Thang» (James Brown) – 4:20
2. «Public Enemy #1 – Part I» (Brown, Henry Stallings, Charles Bobbit) – 5:00

## Créditos y personal
Créditos adaptados desde las notas de álbum de Hell.
Músicos
- James Brown – voz principal
- Lew Soloff – trompeta
- John Faddis – trompeta
- Michael Gipson – trombón
- David Sanborn – saxofón alto
- Frank Vicari – saxofón tenor
- Joe Farrell – saxofón tenor
- Alfred "Pee Wee" Ellis – saxofón barítono
- Dave Matthews – piano
- Joe Beck – guitarra
- Sam Brown – guitarra
- Gordon Edwards – bajo eléctrico
- Jimmy Madison – batería
- Sue Evans – percusión
- Fred Wesley – pandereta, coros
- Bobby Roach – coros
- Johnny Scotton – coros

## Posicionamiento

### Gráfica semanal
| Gráfica (1974)                              | Pico de posición |
| ------------------------------------------- | ---------------- |
| Estados Unidos (Billboard Hot 100)          | 29               |
| Estados Unidos (Billboard Hot Soul Singles) | 1                |
| Estados Unidos (Cash Box Top 100 Singles)   | 30               |
| Estados Unidos (Cash Box R&B Top 70)        | 1                |

### Gráfica de fin de año
| Gráfica (1974)                       | Pico de posición |
| ------------------------------------ | ---------------- |
| Estados Unidos (Cash Box R&B Top 70) | 27               |